# Veritas (automóvil)
Veritas fue una empresa de Alemania Occidental fabricante de coches deportivos y de competición después de la Segunda Guerra Mundial, localizada en Hausen am Andelsbach cercana a Sigmaringen, movida posteriormente a Baden Wüsttemberg, más tarde a Meßkirch y Muggensturm y finalmente a Nürburgring.
La compañía fue fundada por Ernst Loof, Georg Meier y Lorenz Dietrich quienes inicialmente reconstruían y preparaban coches BMW 328 de la preguerra utilizando componentes provistos por los propios compradores, convirtiéndolos en automóviles BMW-Veritas. El primer auto fue utilizado en 1947 por su propietario Karl Kling para ganar en Hockenheim y así subsecuentemente convertirse en el campeón alemán en la categoría de 2 litros. Posteriormente solo unos cuantos coches fueron construidos y después, por una objeción de parte de BMW, los coches fueron conocidos simplemente como Veritas.

## Veritas coches de producción

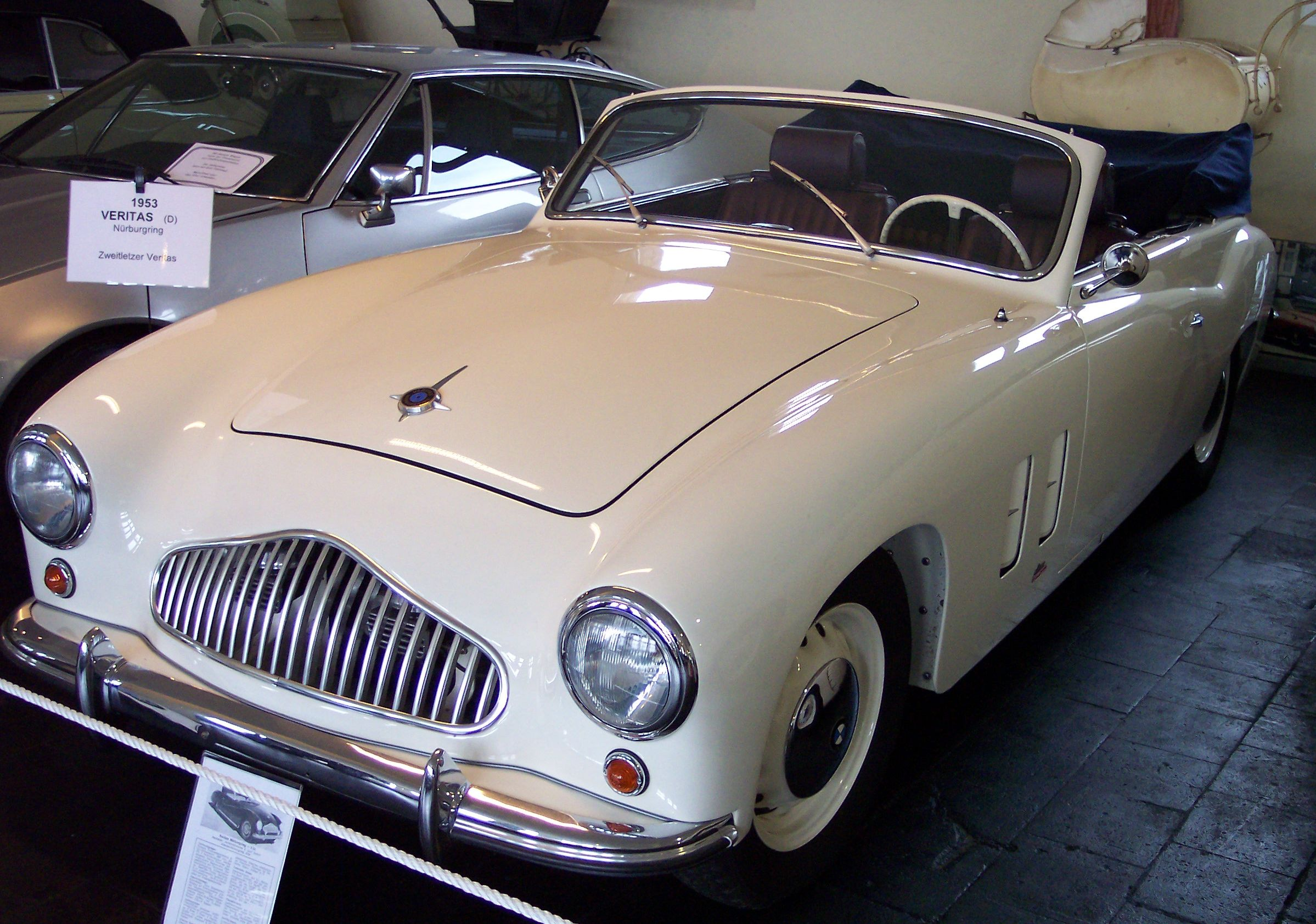
Veritas 1953

El primer Veritas hecho para uso normal de calle fue lanzado en 1949 con la fabricación del Komet coupe, que era básicamente una versión legal de calle del Veritas RS de competición. Este fue seguido por el más civilizado 2+2 Saturn coupe y el Scorpion cabriolet.
En 1949 la compañía se mudó a unas instalaciones mayores en Muggensturm pero estaba mal capitalizada. Nuevos coches fueron diseñados utilizando motores de 1998 cc diseñados por Eric Zipprich y construidos por Heinkel. Más de 200 pedidos fueron recibidos para el nuevo auto pero no había dinero suficiente para comprar los componentes y la producción se detuvo en 1950, la compañía continuo en operación hasta 1952 construyendo carrocerías para coches Panhard.
Ernst Loof se mudó a Nürburgring en 1950 donde rento los viejos talleres de Auto Union y estableció la compañía VERITAS-Automobil-Werke Ernst Loof GmbH Nürburgring comenzando con una nueva gama de coches Veritas con motores producidos por Heinkel y carrocerías fabricadas por Spohn. El dinero pronto se acabó y al final los coches fueron provistos de motores Ford u Opel. El número de coches hechos en Nürburgring es estimado entre 6 y 20.

## Resultados

### Fórmula 1
(Clave) (negrita indica pole position) (cursiva indica vuelta rápida)

| Año     | Equipo              | Chasis    | Motor     | Pilotos         | 1   | 2   | 3   | 4   | 5   | 6   | 7   | 8   | 9   | Puntos | Pos. |
| ------- | ------------------- | --------- | --------- | --------------- | --- | --- | --- | --- | --- | --- | --- | --- | --- | ------ | ---- |
| 1951    | Peter Hirt          | Meteor    | RS 2.0 L6 | Peter Hirt      | SUI | 500 | BEL | FRA | GBR | GER | ITA | ESP |     | -1     | -1   |
| 1951    | Peter Hirt          | Meteor    | RS 2.0 L6 | Peter Hirt      | Ret |     |     |     |     |     |     |     |     | -1     | -1   |
| 1952    | Toni Ulmen          | RS Meteor | RS 2.0 L6 | Toni Ulmen      | SUI | 500 | BEL | FRA | GBR | GER | NED | ITA |     | -1     | -1   |
| 1952    | Toni Ulmen          | RS Meteor | RS 2.0 L6 | Toni Ulmen      | Ret |     |     |     |     | 8   |     |     |     | -1     | -1   |
| 1952    | Arthur Legat        | RS Meteor | RS 2.0 L6 | Arthur Legat    |     | NC  |     |     |     |     |     |     |     | -1     | -1   |
| 1952    | Josef Peters        | RS Meteor | RS 2.0 L6 | Josef Peters    |     |     |     |     | Ret |     |     |     |     | -1     | -1   |
| 1952    | Hans Klenk          | RS Meteor | RS 2.0 L6 | Hans Klenk      |     |     |     |     | 11  |     |     |     |     | -1     | -1   |
| 1952    | Adolf Brudes        | RS Meteor | RS 2.0 L6 | Adolf Brudes    |     |     |     |     | Ret |     |     |     |     | -1     | -1   |
| 1952    | Theo Helfrich       | RS Meteor | RS 2.0 L6 | Theo Helfrich   |     |     |     |     | Ret |     |     |     |     | -1     | -1   |
| 1952    | Fritz Riess         | RS Meteor | RS 2.0 L6 | Fritz Riess     |     |     |     |     | 7   |     |     |     |     | -1     | -1   |
| 1952    | Motor-Presse-Verlag | RS Meteor | RS 2.0 L6 | Paul Pietsch    |     |     |     |     |     | Ret |     |     |     | -1     | -1   |
| 1953    | Arthur Legat        | RS Meteor | RS 2.0 L6 | Arthur Legat    | ARG | 500 | NED | BEL | FRA | GBR | GER | SUI | ITA | -1     | -1   |
| 1953    | Arthur Legat        | RS Meteor | RS 2.0 L6 | Arthur Legat    | Ret |     |     |     |     |     |     |     |     | -1     | -1   |
| 1953    | Erwin Bauer         | RS Meteor | RS 2.0 L6 | Erwin Bauer     |     |     |     |     |     | Ret |     |     |     | -1     | -1   |
| 1953    | Ernst Loof          | RS Meteor | RS 2.0 L6 | Ernst Loof      |     |     |     |     |     | Ret |     |     |     | -1     | -1   |
| 1953    | Oswald Karch        | RS Meteor | RS 2.0 L6 | Oswald Karch    |     |     |     |     |     | Ret |     |     |     | -1     | -1   |
| 1953    | Willi Heeks         | RS Meteor | RS 2.0 L6 | Willi Heeks     |     |     |     |     |     | Ret |     |     |     | -1     | -1   |
| 1953    | Theo Helfrich       | RS Meteor | RS 2.0 L6 | Theo Helfrich   |     |     |     |     |     | 12  |     |     |     | -1     | -1   |
| 1953    | Wolfgang Seidel     | RS Meteor | RS 2.0 L6 | Wolfgang Seidel |     |     |     |     |     | 16  |     |     |     | -1     | -1   |
| 1953    | Hans Klenk          | RS Meteor | RS 2.0 L6 | Hans Herrmann   |     |     |     |     |     |     | 9   |     |     | -1     | -1   |
| 1953    | Hans Klenk          | RS Meteor | RS 2.0 L6 | Hans Klenk      |     |     |     |     |     |     | DNP |     |     | -1     | -1   |
| 1953    | Adolf Lang          | RS Meteor | RS 2.0 L6 | Adolf Lang      |     |     |     |     |     |     | DNP |     |     | -1     | -1   |
| Fuente: |                     |           |           |                 |     |     |     |     |     |     |     |     |     |        |      |

- 1 El Campeonato de Constructores no existía hasta 1958.